# Quintus Mucius Scaevola (Augur)
Quintus Mucius Scaevola (* um 170 v. Chr.; † 87 v. Chr.) war ein römischer Politiker (Konsul 117 v. Chr.) und Jurist. Zur Unterscheidung von seinem gleichnamigen Verwandten Quintus Mucius Scaevola Pontifex wird er auch mit dem Namenszusatz Augur bezeichnet.
Der Sohn des gleichnamigen Konsuls von 174 v. Chr. war vor allem als Rechtsgelehrter berühmt. Zu seinen Schülern gehörten Lucius Licinius Crassus und kurz vor Scaevolas Tod der junge Marcus Tullius Cicero, der Scaevola als Teilnehmer in seinen Schriften De re publica, De amicitia und De oratore auftreten ließ. Von Scaevola selbst sind bisher keine überlieferten Schriften bekannt.
Scaevola bekleidete die Ämter der Praetur (121 v. Chr.), indem er die Provinz Asia verwaltete, und des Konsulats (117 v. Chr.) in höherem Alter als zumeist üblich. 
Scaevola heiratete eine Tochter des Gaius Laelius. Seine eigene Tochter Mucia heiratete seinen Schüler Lucius Licinius Crassus, der im Jahre 95 v. Chr. zusammen mit seinem Verwandten Quintus Mucius Scaevola Pontifex das Konsulat ausübte.